# Escapade
Escapade (Nerozvážný čin) je třetím singlem Janet Jacksonové z jejího alba Rhythm Nation 1814.
Píseň napsala Jackson společně s Jimmy Jamem a Terrym Lewisem. Píseň se stala známou hlavně díky nápaditému videoklipu, který režíroval Peter Smillie a udělal z natáčecího místa karneval. Janet Jacksonová, tanečníci i hosté se baví no tomto nerozvážném činu ze dne na den.

## Umístění ve světě
| Hitparáda          | Umístění |
| ------------------ | -------- |
| Austrálie          | 25       |
| Belgie             | 11       |
| Kanada             | 3        |
| Nizozemsko         | 13       |
| Francie            | 23       |
| Německo            | 17       |
| Spojené království | 17       |
| Švédsko            | 11       |
| USA                | 1        |

## Úryvek textu
Come on baby lets get away
Lets save your troubles for another day
Come go with me weve got it made
Let me take you on an escapade (lets go)